# Caldogno
Caldogno là một đô thị tại tỉnh Vicenza ở vùng Veneto, Ý.
Đô thị này có diện tích  km², dân số là người (thời điểm)